# Samuel Z. Arkoff
Samuel Zachary Arkoff (Fort Dodge, 12 giugno 1918 – Burbank, 16 settembre 2001) è stato un produttore cinematografico statunitense, in particolare di B-movie e film horror.

## Biografia
Nato in Iowa da discendenti ebrei-russi, studiò Giurisprudenza e divenne avvocato. Negli anni cinquanta inizia a collaborare con James H. Nicholson e Roger Corman, con i quali produce diciotto film. I tre danno vita alla American Realising Corporation, che poi diventa nota come American International Pictures. Dopo l'addio di Nicholson avvenuto nel 1972, Arkoff assunse il pieno controllo della società fino al 1979, prima della fusione con Filmways e la nascita di International Pictures.

## Filmografia parziale
- The Beast with a Million Eyes, regia di David Kramarsky e Roger Corman (1955)
- La meticcia di fuoco (Apache Woman), regia di Roger Corman (1955)
- The Phantom from 10,000 Leagues, regia di Dan Milner (1955)
- Il mostro del pianeta perduto (Day the World Ended), regia di Roger Corman (1955)
- Girls in Prison, regia di Edward L. Cahn (1956)
- La pantera del West (The Oklahoma Woman), regia di Roger Corman (1956)
- Il mercenario della morte (Gunslinger), regia di Roger Corman (1956)
- Il conquistatore del mondo (It Conquered the World), regia di Roger Corman (1956)
- Hot Rod Girl, regia di Leslie H. Martinson (1956)
- The She-Creature, regia di Edward L. Cahn (1956)
- Paradiso nudo (Naked Paradise), regia di Roger Corman (1957)
- I Was a Teenage Werewolf, regia di Gene Fowler Jr. (1957)
- Invasori dall'altro mondo (Invasion of the Saucer Men), regia di Edward L. Cahn (1957)
- I giganti invadono la Terra (The Amazing Colossal Man), regia di Bert I. Gordon (1957)
- La leggenda vichinga (The Saga of the Viking Women and Their Voyage to the Waters of the Great Sea Serpent), regia di Roger Corman (1957)
- Terror from the Year 5000, regia di Robert J. Gurney Jr. (1958)
- La legge del mitra (Machine-Gun Kelly), regia di Roger Corman (1958)
- Adolescente delle caverne (Teenage Cave Man), regia di Roger Corman (1958)
- La morte viene dallo spazio, regia di Paolo Heusch e Mario Bava (1958)
- La vendetta del ragno nero (Earth vs the Spider), regia di Bert I. Gordon (1958)
- Gli orrori del museo nero (Horrors of the Black Museum), regia di Arthur Crabtree (1959)
- Un secchio di sangue (A Bucket of Blood), regia di Roger Corman (1959)
- Il circo degli orrori (Circus of Horror), regia di Sidney Hayers (1960)
- Reptilicus - Il mostro distruggitore (Reptilicus), regia di Poul Bang (1961)
- Il padrone del mondo (Master of the World), regia di William Witney (1961)
- Il pozzo e il pendolo (The Pit and the Pendulum), regia di Roger Corman (1961)
- Sepolto vivo (The Premature Burial), regia di Roger Corman (1962)
- Viaggio al settimo pianeta (Journey to the Seventh Planet), regia di Sidney W. Pink (1962)
- I racconti del terrore (Tales of Terror), regia di Roger Corman (1962)
- Il giorno dopo la fine del mondo (Panic in Year Zero), regia di Ray Milland (1962)
- L'ira di Achille, regia di Marino Girolami (1962)
- I maghi del terrore (The Raven), regia di Roger Corman (1963)
- La notte delle streghe (Night of the Eagle), regia di Sidney Hayers (1962)
- La ragazza che sapeva troppo, regia di Mario Bava (1963)
- L'uomo dagli occhi a raggi X (X), regia di Roger Corman (1963)
- Vacanze sulla spiaggia (Beach Party), regia di William Asher (1963)
- Matango il mostro (Matango), regia di Ishirō Honda (1963)
- I tre volti della paura, regia di Mario Bava (1963)
- La città dei mostri (The Haunted Palace), regia di Roger Corman (1963)
- Il clan del terrore (The Comedy of Terrors), regia di Jacques Tourneur (1963)
- La tomba di Ligeia (The Tomb of Ligeia), regia di Roger Corman (1964)
- Una sirena sulla spiaggia (Beach Blanket Bingo), regia di William Asher (1965)
- Il castello delle donne maledette (The Ghost in the Invisible Bikini), regia di Don Weis (1966)
- Quattordici o guerra (Wild in the Streets), regia di Barry Shear (1968)
- Cime tempestose (Wuthering Heights), regia di Robert Fuest (1970)
- Satana in corpo (Cry of the Banshee), regia di Gordon Hessler (1970)
- Provaci ancora mamma (Bunny O'Hare), regia di Gerd Oswald (1971)
- Chi giace nella culla della zia Ruth? (Whoever Slew Auntie Roo?), regia di Curtis Harrington (1972)
- Tommy Gibbs criminale per giustizia (Hell Up in Harlem), regia di Larry Cohen (1973)
- Heavy Traffic, regia di Ralph Bakshi (1973)
- Cooley High, regia di Michael Schultz (1975)